# Bahnhof Flöha
Der Bahnhof Flöha ist ein wichtiger Personenbahnhof an der Bahnstrecke Dresden–Werdau. Von hier aus zweigen auch die Bahnstrecken nach Pockau-Lengefeld und nach Annaberg-Buchholz ab.

## Bahnanlagen

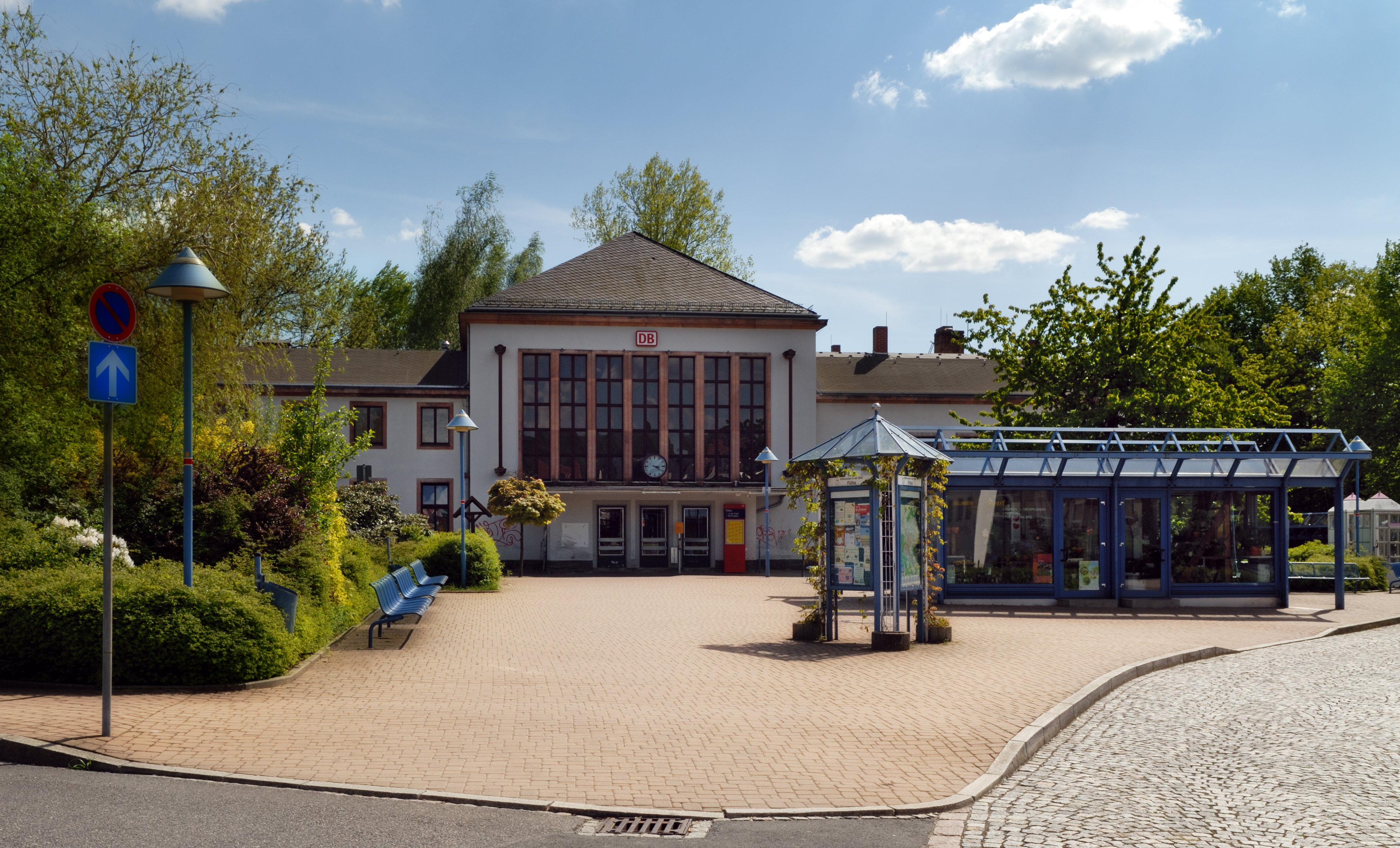
Empfangsgebäude des Bahnhofs Flöha und Bahnhofsvorplatz (Mai 2008)

Der Bahnhof besitzt heute drei überdachte Bahnsteige mit jeweils zwei Bahnsteiggleisen und ein Abstellgleis. Die Bahnsteige erreicht man durch einen quer unter dem Bahnhof vom Empfangsgebäude bis in die Stadt verlaufenden Personentunnel.
Die jeweils äußeren Bahnsteiggleise 1 und 6 sind nicht elektrifiziert und werden regelmäßig nur von den Zügen der Erzgebirgsbahn von und nach Olbernhau (Gleis 1) sowie Annaberg-Buchholz bzw. Cranzahl (Gleis 6) befahren. Die elektrischen Verkehre im Zuge der Strecke Dresden–Werdau werden überwiegend an den Bahnsteiggleisen 3 und 4, dem mittleren der drei Mittelbahnsteige, abgewickelt. Die Bahnsteiggleise 2 und 5 könnten dafür jedoch auch genutzt werden, Gleis 2 zudem für die Verkehre der Bahnstrecke Olbernhau–Flöha, Gleis 5 auch von und nach Annaberg-Buchholz unt Bf.
Der Bahnhof wird seit dem 18. Juli 2004 durch ein ESTW ferngesteuert. Das Stellwerk B2 wurde im Dezember 2007 abgerissen. Der Abriss des ehemaligen Lokschuppens an der Ausfahrt nach Annaberg und des Stellwerks W1 erfolgte im Oktober 2016.
Von 1937 bis 1966 waren in der Einsatzstelle bzw. im Bahnbetriebswerk (Bw) Flöha Reichsbahn-Triebwagen VT 137 und Kleinlokomotiven stationiert, welche im/am Triebwagenschuppen auf dem ehemaligen „Komotauer Bahnhof“ hinterstellt waren. Die Existenz des Bw Flöha ist mindestens für den Zeitraum 1946–1950 belegt.
Zwischen April 2020 und Dezember 2023 wurden die Bahnsteige modernisiert. Im Zuge dieser Maßnahmen wurden u. a. Aufzüge für den zukünftig barrierefreien Zugang errichtet und die Bahnsteighöhen an die Zustiege der Regionalzüge angepasst. Nachdem die Aufzugsschächte 2020 fertiggestellt worden sind, wurde 2021 der Umbau des mittleren Bahnsteiges realisiert. 2022 und 2023 jeweils wurden die beiden äußeren Bahnsteige erneuert, die Treppenaufgänge saniert.
Seit Dezember 2023 sind die Aufzüge in Betrieb und der Bahnhof Flöha ist, nach jahrelanger Diskussion darüber, barrierefrei erreichbar. Der Bahnhofstunnel wurde ab 2022 schrittweise erneuert, im Frühjahr 2024 konnte diese Baumaßnahme abgeschlossen werden.
Für die Kunstinstallation "Glance" als Wandvertäfelung, die 2022 erstmals angebracht wurde, sind robuste und beschichtete Kunststoffplatten eingesetzt worden, um die Wände der Unterführung so vor Vandalismus und Beschmierungen frei zu halten.

## Gebäude
- Empfangsgebäude (eröffnet am 19. September 1934), gegenwärtig (Stand 2020) nur gastronomisch genutzt. Ein Fahrkartenschalter befindet sich nicht mehr im Gebäude, sondern befand sich ab 2016 nahe in der Augustusburger Straße 60. Dieser wurde im Januar 2022 geschlossen. Seitdem gibt es nur einen Fahrkartenautomat am ehemaligen Nachtzugang und seit 2014 Hauptzugang vom Busbahnhof aus.
- Dienstgebäude (erbaut 1893)
- Stellwerk W1 (Inbetriebnahme 1934; Außerbetriebnahme 18. Juli 2004; Abriss Oktober 2016[2])
- Stellwerk B2 (Inbetriebnahme 1934; Außerbetriebnahme 18. Juli 2004; Abriss Dezember 2007)
- Triebwagenschuppen (erbaut 1875 als Lokschuppen und 1937 durch einen Anbau auf 45 m Gleisnutzlänge erweitert)

## Verkehrsanbindung

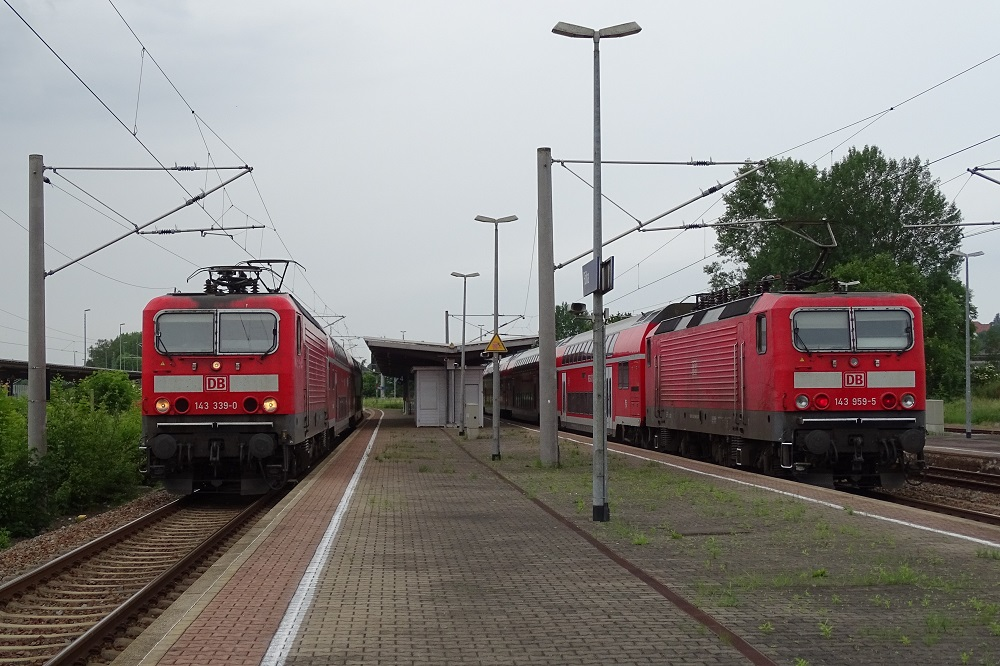
Kreuzung von RB 30 nach Dresden (links) und RE 3 nach Hof (rechts) im Bahnhof Flöha am 11. Juni 2016 (letzter Betriebstag von DB Regio auf beiden Linien)

Seit dem Fahrplanwechsel im Sommer 2016 verkehren am Bahnhof Flöha folgende Linien:
| Linie                    | Linienverlauf                                                                                             | Takt (min) | EVU                     |
| ------------------------ | --- | ---------- | ----------------------- |
| RE 3                     | Dresden – Freiberg (Sachs) – Flöha – Chemnitz – Glauchau (Sachs) – Zwickau (Sachs) – Plauen (Vogtl) – Hof | 060        | Bayerische Oberlandbahn |
| RB 30                    | Dresden – Freiberg (Sachs) – Flöha – Chemnitz – Glauchau (Sachs) – Zwickau (Sachs)                        | 060        | Bayerische Oberlandbahn |
| RB 80                    | Chemnitz – Flöha – Zschopau – Annaberg-Buchholz – Cranzahl                                                | 060        | Erzgebirgsbahn          |
| RB 81                    | Chemnitz – Flöha – Pockau-Lengefeld – Olbernhau-Grünthal                                                  | 060        | Erzgebirgsbahn          |
| Stand: 12. Dezember 2021 | |            |                         |

Die Linien RE 3 und RB 30 gehören zum sogenannten Elektronetz Mittelsachsen und werden von der Bayerischen Oberlandbahn GmbH unter der Vertriebsmarke Mitteldeutsche Regiobahn bedient.